# Ayutthaya FC
Der Ayutthaya Football Club (thailändisch สโมสรฟุตบอลจังหวัดพระนครศรีอยุธยา) ist ein thailändischer Fußballverein aus Ayutthaya, der in der Thai League 3 (Western Region), der dritthöchsten thailändischen Spielklasse, spielt.

## Vereinsgeschichte
Der Verein wurde im Jahre 2009 gegründet. Er startete in der dritten Liga Thailands, der Regional League Division 2. Hier spielte er bis 2012 in der Region Central/East. 2012 wurde der Verein erster und stieg in die zweite Liga, der Thai Premier League Division 1, auf. 2013 und 2014 belegte man einen einstelligen Tabellenplatz (8./6.). 2015 belegte man den 17. Platz und der Verein stieg wieder in die dritte Liga ab. Die Saison 2016 spielte der Verein in der Regional League Division 2 – Central. Mit Einführung der Ligareform 2017 spielte man fortan in der Thai League 3, Upper-Region.

## Stadion
Seine Heimspiele trägt der Verein im Bang Pa-in District Stadium in Bang Pa-in aus. Das Mehrzweckstadion hat ein Fassungsvermögen von 1800 Zuschauern.

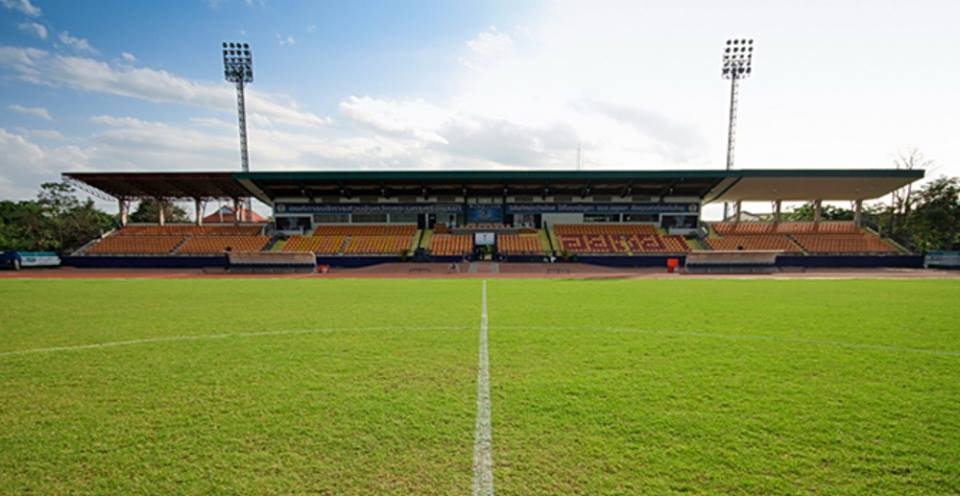
Bang Pa-in District Stadion

### Spielstätten seit 2009
| Saison       | Stadion                                                    | Standort                       | Kapazität | Eigentümer                                                      | Koordinaten                       |
| ------------ | ---------------------------------------------------------- | ------------------------------ | --------- | --------------------------------------------------------------- | --------------------------------- |
| 2009–2015    | Ayutthaya Province Stadium                                 | Ayutthaya, Ayutthaya (Provinz) | 6000      | Phra Nakhon Si Ayutthaya Provincial Administration Organization | 14° 20′ 59,8″ N, 100° 35′ 50,1″ O |
| 2016         | Rajamangala University of Technology Hantra Campus Stadium | Ayutthaya, Ayutthaya (Provinz) | 3000      | Rajamangala-University-of-Technology                            | 14° 22′ 34,8″ N, 100° 36′ 22,3″ O |
| 2017 – heute | Udhomseelwitthaya School Stadium                           | Ayutthaya, Ayutthaya (Provinz) | 1800      | Udhomseelwitthaya School                                        | 14° 16′ 37,3″ N, 100° 34′ 20,2″ O |

## Vereinserfolge
- Regional League Division 2 – Central / East

2009 – 2. Platz
- Regional League Division 2 – Central/East

2012 – Meister  ▲

## Ehemalige Spieler
| - Valci Júnior - Jozef Tirer - Michael Thomas Byrne - Njie Ngenevu Divine - Seiya Kojima - Dani Sánchez - Ludovick Takam - Franklin Anzité | - Adefolarin Durosinmi - Theodore Yuyun - Berlin Ndebe-Nlome - Yuttapong Srilakorn - Patcharin Suksai - Siwapong Jarernsin - Somchai Singmanee - Teerapong Puttasukha | - Anusak Laosangthai - Wattana Playnum - Panuwat Yimsa-ngar - Pongtep Mulalee - Kritchana Yod-Ard - Patiparn Phetphun - Sukree Etae - Laksana Kamruen | - Taghi Nayebi - Krit Phavaputanon |

## Saisonplatzierung
| Saison  | Liga                                      | Liga  | Liga   | Liga | Liga | Liga | Liga  | Liga   | Liga     | Pokal               | Pokal                  |
| Saison  | Liga                                      | Level | Spiele | S    | U    | N    | Tore  | Punkte | Position | FA Cup              | League Cup             |
| ------- | ----------------------------------------- | ----- | ------ | ---- | ---- | ---- | ----- | ------ | -------- | ------------------- | ---------------------- |
| 2009    | Regional League Division 2 – Central/East | 3     | 22     | 12   | 8    | 2    | 40:21 | 44     | 2.       |                     |                        |
| 2010    | Regional League Division 2 – Central/East | 3     | 30     | 15   | 5    | 10   | 42:21 | 50     | 6.       | 1. Runde            |                        |
| 2011    | Regional League Division 2 – Central/East | 3     | 30     | 14   | 10   | 6    | 60:34 | 52     | 4.       | 1. Runde            | 1. Runde               |
| 2012    | Regional League Division 2 – Central/East | 3     | 34     | 25   | 8    | 1    | 72:26 | 83     | 1. ▲     | Viertelfinale       | 2. Qualifikationsrunde |
| 2013    | Thai Premier League Division 1            | 2     | 34     | 11   | 11   | 12   | 40:41 | 44     | 8.       | 2. Runde            | 1. Runde               |
| 2014    | Thai Premier League Division 1            | 2     | 34     | 15   | 6    | 13   | 54:50 | 51     | 6.       | 3. Runde            | 2. Runde               |
| 2015    | Thai Premier League Division 1            | 2     | 38     | 12   | 7    | 19   | 47:71 | 43     | 17. ▼    | 1. Runde            | Achtelfinale           |
| 2016    | Regional League Division 2 – Central      | 3     | 20     | 13   | 3    | 4    | 27:11 | 42     | 2.       |                     |                        |
| 2017    | Thai League 3 – Upper                     | 3     | 26     | 16   | 4    | 6    | 43:25 | 52     | 3.       |                     |                        |
| 2018    | Thai League 3 – Upper                     | 3     | 26     | 8    | 7    | 11   | 26:32 | 31     | 7.       |                     |                        |
| 2019    | Thai League 3 – Upper                     | 3     | 24     | 6    | 4    | 14   | 20:31 | 22     | 12.      |                     |                        |
| 2020    | Thai League 3 – Upper                     | 3     | 2      | 1    | 1    | 0    | 5:3   | 4      | 3.       |                     |                        |
| 2020/21 | Thai League 3 – West                      | 3     | 16     | 7    | 2    | 7    | 21:17 | 23     | 5.       |                     |                        |
| 2021/22 | Thai League 3 – West                      | 3     | 20     | 5    | 3    | 12   | 17:31 | 18     | 11. ▼    | Qualifikationsrunde | 2. Qualifikationsrunde |

| Abbruch nach dem zweiten Spieltag aufgrund der COVID-19-Pandemie |

## Beste Torschützen seit 2013
| Saison  | Name                 | Tore |
| ------- | -------------------- | ---- |
| 2013    | Adefolarin Durosinmi | 8    |
| 2014    | Berlin Ndebe-Nlome   | 13   |
| 2015    | Valci Júnior         | 24   |
| 2016    | Kim Myung-gyu        | 5    |
| 2017    | Kim Ji-hun           | 19   |
| 2018    | Charin Boodhad       | 6    |
| 2019    | N.N.                 |      |
| 2020/21 | Kueanun Junumpai     | 6    |
| 2021/22 |                      |      |

## Sponsoren
| Jahr | Ausrüster   | Trikotsponsor |
| ---- | ----------- | ------------- |
| 2014 | Poom Planet | Gulf          |
| 2015 | svolme      | Gulf          |
| 2016 | DEFFO       | Gulf          |
| 2017 | DEFFO       | Gulf          |
| 2018 | DEFFO       | Gulf          |
| 2019 | Cadenza     | Gulf          |
| 2020 | Ego         | Gulf          |